# Serra d’Aiello
Serra d’Aiello község (comune) Olaszország Calabria régiójában, Cosenza megyében.

## Fekvése
A megye délnyugati részén fekszik. Határai: Aiello Calabro, Amantea, Cleto és San Pietro in Amantea.

## Története
A település hosszú ideig Aiello Calabro része volt. A 15. században albán menekültek telepedtek le. A 19. század elején vált önálló községgé, amikor a Nápolyi Királyságban felszámolták a feudalizmust. 1928 és 1934 között ismét Aiello Calabro része volt.

## Népessége
A népesség számának alakulása:

## Főbb látnivalói
- San Martino-templom